# Pont Dalmazi
Le Pont Dalmazi (en allemand : Dalmazibrücke) est un pont en ville de Berne, la capitale de la Suisse. Il franchit l'Aar.
Un premier pont en fer a été construit entre 1871 et 1872 selon les plans de l'ingénieur Hugo von Linden, futur ingénieur de la Ville avec le soutien de la bourgeoisie de Berne. Il a été remplacé par l'actuel pont en béton en 1958.

## Sources
- (de) Cet article est partiellement ou en totalité issu de l’article de Wikipédia en allemand intitulé « Dalmazibrücke » (voir la liste des auteurs).
- Pont Dalmazi sur Structurae, consulté le 15 avril 2009.